# ESI Group
 (mars 2021).
Si vous disposez d'ouvrages ou d'articles de référence ou si vous connaissez des sites web de qualité traitant du thème abordé ici, merci de compléter l'article en donnant les références utiles à sa vérifiabilité et en les liant à la section « Notes et références ».
ESI Group est une entreprise de prototypage spécialisée dans la physique des matériaux. Ses logiciels réalisent des essais virtuels permettant « de se passer de tests physiques ». 

## Historique
L'entreprise ESI (Engineering Systems International) est créée en France en 1973 par quatre docteurs de l'université de Berkeley : Alain de Rouvray, Jacques Dubois, Iraj Farhoomand et Eberhard Haug. Elle a une activité de conseil et se spécialise dans l'analyse par éléments finis. En 1979, elle crée une filiale allemande, ESI GmbH, qui réalise en 1985 la première simulation complète d'un essai de choc automobile (crash test) pour Volkswagen .
En 1991, l'entreprise devient un éditeur de logiciel et crée la branche PSI (PAM Systems International, PAM signifiant Program in Applied Mechanics). L'entreprise continue son expansion internationale en créant des filiales au Japon, aux États-Unis et en Corée du Sud en 1992. En 1997, elle achète Framasoft, la branche logicielle de Framatome, qui devient Systus International ; puis en 1999, elle achète Dynamic Software (éditeur du logiciel Optris finanto).
En 2001, ESI crée des filiales en République Tchèque et en Espagne, et achète l'entreprise française spécialisée en vibro-acoustique Straco. En 1992, elle ouvre une filiale au Royaume-Uni et achète l'américain VASci (vibroacoustic science) et les suisses ProCAST (logiciel de simulation de fonderie) et Calcom fondé par Matthias Gäumann. En 2003, elle s'associe à l'éditeur de logiciel d'ingénierie assistée par ordinateur EASi et crée une filiale en Inde. En 2004, elle s'ouvre vers la mécanique des fluides numérique (MFN, CFD) en achetant CFDRC et ouvre une filiale en Chine.
En 2006, elle se renforce sur le marché de l'aéronautique en achetant le chinois ATE Technology International et acquiert également le Sud-Coréen IPS International, spécialisé dans la modélisation numérique du corps humain. Elle crée des filiales en Italie (2008), au Brésil et en Tunisie (2009) et achète Vdot (logiciel de lean management créé par Procelerate Technologies Inc.) et Mindware Engineering Inc. (entreprise américaine spécialisée dans le prototypage virtuel pour la MFN).
En 2011, l'entreprise achète l'entreprise allemande IC.IDO GmbH spécialisée dans la réalité virtuelle ainsi qu'Efield, spécialisée dans les simulations en électromagnétique. En 2012, elle achète OpenCFD Ltd. (MFN) et devient ainsi propriétaire de la marque OpenFOAM ; elle ouvre un bureau en Russie et une coentreprise avec l'institut pékinois de matériaux pour l'aéronautique BIAM-AVIC (Beijing Institute of Aeronautical Materials) qui se concrétise en 2013. En octobre 2013, elle achète l'américain CyDesign Labs, en 2014 le vietnamien CAMMECH, en 2015 CIVITEC (aide à la conduite automobile), PRESTO (électronique), Picviz (représentation de mégadonnées) et Ciespace (ingénierie assistée par ordinateur en nuage) et en 2016 ITI GmbH (simulation en mécatronique SimulationX). En février 2017, ESI Group achète Scilab Enterprises. Cristel de Rouvray a été elue directrice générale en 2019.
2024, ESI Group devient une filiale de Keysight Technologies.